# Aude Aguilaniu
Aude Aguilaniu (* 10. April 1988 in Bonneville) ist eine ehemalige französische Skisportlerin. Sie war zunächst eine alpine Skirennläuferin. 2011 wechselte sie zum Skicross und ging seither für Belgien an den Start.

## Biografie
Ihre ersten FIS-Rennen bestritt Aguilaniu im November 2003. Im Europacup ging sie erstmals im Januar 2004 an den Start. In dieser Rennserie war ihr bestes Ergebnis ein sechster Platz im November 2008. Bei den Juniorenweltmeisterschaften 2007 in Zauchensee erreichte sie den fünften Platz im Riesenslalom. Im selben Jahr wurde sie französische Meisterin im Super-G. Zwischen Januar und Dezember 2008 kam Aguilaniu in insgesamt fünf Weltcuprennen zum Einsatz, konnte sich aber nie in den Punkterängen platzieren. Sie verlor Ende der Saison 2008/2009 die Kaderzugehörigkeit im französischen Skiverband, startete im folgenden Winter aber noch regelmäßig im Europacup. Seit 2010 studiert sie am Westminster College in Salt Lake City. Sie startete im Winter 2010/2011 bei FIS- und Universitätsrennen und gewann bei der Winter-Universiade 2011 in Erzurum die Goldmedaille in der Super-Kombination.
Vor der Saison 2011/12 wechselte Aguilaniu zum Skicross und startet seither für Belgien. Ihr Debüt im Freestyle-Weltcup hatte sie am 11. Januar 2012 in L’Alpe d’Huez, wo sie 25. wurde und zugleich die ersten Weltcuppunkte gewann. Das beste Ergebnis in ihrer Premierensaison war ein 11. Platz. Am 19. Dezember 2012 stieß sie mit Platz 9 in Val Thorens erstmals unter die besten zehn vor. Doch nur vier Tage später stürzte sie beim Weltcuprennen in Innichen und zog sich dabei eine Knieverletzung zu, womit die Saison für sie vorzeitig beendet war.
In den darauffolgenden Jahren konnte Aguilaniu nur noch bedingt an ihr bisheriges Leistungsniveau anknüpfen. Ihr sollte lediglich noch einmal eine Platzierung unter den besten 10 gelingen, am 21. Dezember 2013 in Innichen.
Ihr letztes internationales Rennen bestritt sie am 10. Januar 2015 in Val Thorens.

## Erfolge

### Ski Alpin

#### Juniorenweltmeisterschaften
- Bardonecchia 2005: 46. Super-G, 53. Riesenslalom, DNF Slalom, DNS Abfahrt
- Zauchensee 2007: 5. Riesenslalom, 21. Super-G, 30. Abfahrt
- Formigal 2008: 30. Super-G, DNF Abfahrt

#### Europacup
- 3 Platzierungen unter den besten zehn

#### Universiade
- Erzurum 2011: 1. Super Kombination, 5. Super-G, 8. Slalom, DNF Riesenslalom

#### Europäisches Olympisches Winter-Jugendfestival
- Monthey 2005: 3. Riesenslalom, 4. Super-G, 17. Slalom

#### Weitere Erfolge
- Französische Meisterin im Super-G 2007
- 11 Siege in FIS-Rennen

### Erfolge Freestyle

#### Weltcup
- 2 Platzierungen unter den besten 10

#### Europacup
- 5 Podestplätze, davon 1 Sieg

#### Weitere Erfolge
- 1 Sieg in FIS-Rennen